# 渡部昇一の新世紀歓談
『渡部昇一の新世紀歓談』（わたなべしょういちのしんせいきかんだん）は、1994年4月3日から1999年3月28日までテレビ東京系列で放送された討論番組である。

## 概要
上智大学教授の渡部昇一がホスト役にゲストを迎えて日本の国益を中心に内政、外交などを率直に語る討論番組。和室で1対1の形式で放送された。
30分番組だが、途中CMが入ることはなかった。東日本ハウス（現・日本ハウスホールディングス）一社提供番組だった。
番組中渡部は和服で出演した。

## 主なゲスト
- 石原慎太郎
- 江藤淳
- 岡崎久彦
- 加藤寛
- 日下公人
- 堺屋太一
- 佐々淳行
- 屋山太郎
- 田久保忠衛
- 谷沢永一